# 人民河
人民河是位于中國上海市松江区的一條河流，西與松江市河相連，東至洞泾港，全长4.9公里。人民河又分為东、西两段。松江市河至通波塘河段被視為西段，又名新开河，全长2.2公里，於1952年开挖。通波塘至洞泾港的河段被視為東段，全长2.7公里。其中有一部分原本是松江市河（松江東門市河）的一部分，1994年并入人民河。